# Orbitalni obroč
Orbitalni obroč (ang. orbital ring, rus. kozmičeskij most) je koncept vesoljskega dvigala, ki sestoji iz obroča v nizkozemeljski orbiti in dveh kablov, ki segata od zemlje do NZO. Napravo bi se uporabljalo za visokohitrostni transport in izstreljevanje tovorov v vesolje.